# スアンクラーブ・ウィタヤーライ校
スアンクラーブ・ウィタヤーライ校 (โรงเรียนสวนกุหลาบวิทยาลัย、略称: ส.ก. / S.K.、英語: Suankularb Wittayalai School、別称: Suankularb College、直訳: 「バラ園カレッジ」)は、タイ王国バンコクに所在する男子校で、7年生から12年生までの中等教育課程を提供している。1882年、ラーマ5世により、王族や貴族の子弟を教育するための学校として創設された。同校は、タイ国内で最も古い公立中等学校である。卒業生には、タイ王国の首相経験者8名、最高裁判所長官9名、検事総長5名、フォーチュン・グローバル500に名を連ねる企業の最高経営責任者2名、 学者のほか、多数の著名な政治家や実業家が含まれる。スアンクラーブ・ウィタヤーライ校は、タイにおける最も歴史ある男子校4校による連合「チャトゥラミットラ・サマッキー」の一員でもある。
「スアンクラーブ」とはタイ語で「バラ園」を意味し、創設当初の校舎が王宮内のバラ園の区域にあったことに由来する。スアンクラーブ・ウィタヤーライ校は、1882年にラーマ5世によって創設され、当初は王室近衛副官の養成を目的としていた。創設以来、王室の庇護を受け続けている。
ラーマ5世の庇護と指導のもと、スアンクラーブ・ウィタヤーライ校は急速に発展し、軍事訓練中心の教育から、生徒のニーズに応じたより幅広いカリキュラムへと転換した。生徒数も急増し、数百人規模に達した。1893年には、一部の生徒が王宮外の他の教育機関、たとえばスナンタライ園やテープシリン寺院附属学校などへと移され、1910年には、ワット・リエブ（ラーチャブラナー寺院）から寄贈された現在の敷地へ移転した。現在地における最初の校舎（スアンクラーブ記念館。長年にわたり国内最長の建物であったことから、生徒の間では「長い校舎」と呼ばれている）の開校式にはラーマ5世が臨席し、教育は国家発展のために不可欠であると述べた。
1世紀以上にわたり、スアンクラーブ・ウィタヤーライ校の卒業生は、タイの社会、政治、行政、軍事、学術の各分野で重要な役割を果たしてきた。 創立初期には、イギリス人の在留者が理事を務め、モムラーチャウォン・ククリット・プラモート閣下のような著名な出身者が、オックスフォード大学などの海外の教育機関で学業を続けることを可能にした。初期の出身者の多くは、国王奨学金、のちにはタイ政府奨学金を受けて毎年海外に派遣されたタイ人留学生の中核を成した。彼らは帰国後、主に官公庁や学術機関で勤務し、国家の近代化に寄与した。
1973年から1975年にかけて、スアンクラーブ・ウィタヤーライ校は国内で最も優れた学校として、ラーマ9世から表彰を受けた。生徒たちは国王奨学金およびタイ数学協会主催のクイズ大会でそれぞれ優勝している。
1981年、スアンクラーブ・ウィタヤーライ校の創立100周年を記念して、多目的ホールと体育館を兼ねた第6校舎が建設された。この校舎は1984年7月30日、ラーマ9世によって落成された。1995年には講堂が新たに建設され、同年にシリントーン王女によって落成式が執り行われた。理科および技術の教育は、同校の中核的な方針とされている。校内には蔵書の豊富な図書館があり、その中にはタニン・クラィウィチエン元首相から寄贈された希少かつ貴重な書籍もある。

## 礼拝対象
- ルアンポー・スアンクラーブ (หลวงพ่อสวนกุหลาบ) はラーマ5世によって造立された降魔成道像（タイ語版、英語版）であり、バンコクのスアンクラーブ・ウィタヤーライ校の守護仏として下賜されたものである。この仏像は、同校がかつて「スアンクラーブ宮殿学校」であった時代に設置されたものであり、1882年[注 4]、ラーマ5世の御慈悲により、王宮内のスアンクラーブ宮殿にちなんでその名が与えられた。学校が王宮の外に移転した後も、ルアンポー・スアンクラーブは引き続き、同校の仏像として祀られてきたと考えられる。

- ポープー・スアンクラーブ (พ่อปู่สวนกุหลาบ) は、長年にわたりスアンクラーブの関係者にとって精神的な支えとされてきた存在である。スアンクラーブに入学したその日から、毎朝校門をくぐるたびに、そして夕方学校をあとにするたびに、最初に、そして最後にこの神聖な存在に礼拝を捧げる。そしてそれは、「巣立ちの日（วันจากเหย้า）」の夕暮れ時であっても変わらない。このポープー・スアンクラーブは代々のスアンクラーブ関係者から敬われてきたものであり、校内で過ごす6年間を通して常に心の拠り所となってきた。卒業後も、スアンクラーブの卒業生たちは変わらずこの場に戻り、礼拝を捧げ、変わらぬ敬意とともに精神的な支柱として仰ぎ続けている。

## スクールカラー
- ピンクは火曜日の色であり、チュラーロンコーン王が生まれた曜日である。
- 青は金曜日の色であり、シーパッチャリン王妃が生まれた曜日である。

## 出身者

### タイ王国首相
- Phraya Manopakorn Nititada (Kon Hutasingha)
- Tawee Boonyaket
- Mom Rajawongse Seni Pramoj
- Pridi Phanomyong or Luang Praditmanutham
- Maj. Gen. Mom Rajawongse Kukrit Pramoj
- Thanin Kraivichien
- General Prem Tinsulanonda
- General Surayud Chulanont

### タイ王国軍最高司令官
- General Sunthorn Kongsompong
- General Mongkol Ampornpisit
- General Surayud Chulanont
- General Ruangroj Mahasaranon

### タイ陸軍総司令官
- General Prem Tinsulanonda
- General Surayud Chulanont

### その他
- Bidyalongkorn
- Phrathepyanmahamuni
- Pin Malakul
- Panupong Pituksung
- Phon Sangsingkeo
- Somsak Jeamteerasakul (90)
- Newin Chidchob (90)
- Watana Muangsook (90)
- Toon Bodyslam (115)
- Godji Tachakorn Boonlupyanun (121)
- Tay Tawan Vihokratana (128)
- March Chutavuth Pattarakampol (129)
- Singto Prachaya Ruangroj (130)
- Gunsmile Chanagun Arpornsutinan (132)
- James Teeradon Supapunpinyo (133)
- Bright Vachirawit Chivaaree (134)[3][4]
- Gulf Kanawut Traipipattanapong (134)
- Sky Wongravee Nateetorn (134)
- First Chalongrat (134)
- First Kanaphan Puitrakul (135)
- Boom Tharatorn Jantharaworakarn (135)
- Satang Kittiphop Sereevichayasawat (138)
- Ford Allan Asawasuebsakul (139)
- Hong Pichetpong Chiradatesakunvong (140)
- Khunpol Pongpol Panyamit (140)
- Barcode Tinnasit Isarapongporn (141)
- Fong Patk Teeradejanon (142)
- Peem Wasupon Pornpananurak (143)
- Noeul Nuttarat Tangwai

## 慣習行事
スアンクラーブ・ウィタヤーライ校では、ラオーン・デー（วันละอ่อน―新入生の日）、サマーンミット・デー（วันสมานมิตร―親睦の日）、チャークヤオ・デー（วันจากเหย้า―巣立ちの日）をはじめとする、数多くの伝統行事が行われている。
ラオーン・デー（วันละอ่อน―新入生の日）には、マッタヨム6年の生徒全員が、マッタヨム1年の新入生を歓迎する。マッタヨム6年の各グループが約6か所のブースを設け、それぞれのブースでマッタヨム1年の生徒に記念品を渡す。この日の終わりには、マッタヨム6年の生徒によるバンドがコンサートを行う。
サマーンミット・デー（วันสมานมิตร―親睦の日）には、生徒と卒業生がスアンクラーブ・ウィタヤーライ校に集まる。すべてのクラスがそれぞれブースを出展し、記念品の配布やサッカーの試合、バンドによるミニコンサートのほか、年ごとに異なるさまざまな催しが行われる。夕方には、「SKジャズ」と呼ばれる、学校のオーケストラと教員による演奏が披露される。
チャークヤオ・デー（วันจากเหย้า―巣立ちの日）は、マッタヨム6年の生徒にとって最終試験日であり、同校で過ごす最後の日でもある。マッタヨム6年の生徒全員が教員とともに食事を共にし、その後クラスごとに円になって座り、一人ずつ短いスピーチを行う。行事の締めくくりには、チョンプー・ファー・アーライ（ชมพู-ฟ้า อาลัย）という歌を全員で合唱する。
その他の行事:
- ラップクワン・セーマーの日（วันรับขวัญเสมา）
- ムティターチットの日（วันมุทิตาจิต）
- クラブ活動紹介の日（วันแนะนำกิจกรรม）
- オリエンテーション・キャンプ（เข้าค่ายปฐมนิเทศ）

## 行事
- チャトゥラミットラ・サマッキー（タイ語版、英語版） 伝統サッカー大会 (デブスリン校、アサンプション・カレッジ、バンコク・クリスチャン・カレッジと隔年開催)
- スアンクラーブ・エキシビション (4年ごとに開催)